# Nadawca (telekomunikacja)
Nadawca (źródło, ang. sender, source) – określenie używane w telekomunikacji do zidentyfikowania podmiotu będącego źródłem transmisji lub komunikatu. Nadawca wysyła informację, używając kodu przy pomocy fizycznego medium transmisji. Nadawcą może być np. urządzenie, aplikacja lub użytkownik.